# Liste des principautés slaves de l'Est
Les principautés slaves de l'Est sont les entités territoriales issues de la Rus' de Kiev (Русь) du IXe siècle au XVIe siècle par création successive d'apanages sur les territoires actuels de la Russie, la Biélorussie, de l'Ukraine. Il s'agit stricto sensu de formations politiques slaves orientales (zembles, de земле : « terres ») gouvernées par des princes riourikides et gédiminides. Dans les sources secondaires russes impériales, soviétiques, russes modernes et biélorusses, le terme Русь Rous’ est rendu par « Russie », étant inclusif au monde russe (русский мир, rousskii mir). Dans ces sources, les principautés qui en sont issues, jadis appelées « Russies » au pluriel (ce qui entrait dans la titulature des tzars et des patriarches de Moscou : всеѧ̀ рꙋсѝ « …de toutes les Russies »), sont aujourd'hui appelées « principautés russes » (en russe : Русские княжества). De plus, la liste russe inclut des formations situées sur les marges occidentales et méridionales de l'ensemble, en pays de langue et culture finnoise, balte, polonaise, voloque, moldave, polovtse, voire grecque, incluant une « principauté de Chersonèse » fictive dont la capitale aurait été Kherson. Les sources ukrainiennes et moldaves, en revanche, traduisent le terme Rous’ par « Ruthénie », terme relié à l'identité ukrainienne. C'est pourquoi les historiens préfèrent l'expression plus neutre « Principautés slaves de l'Est ». Cet article liste les formations au caractère slave oriental indiscuté. 

## Nord

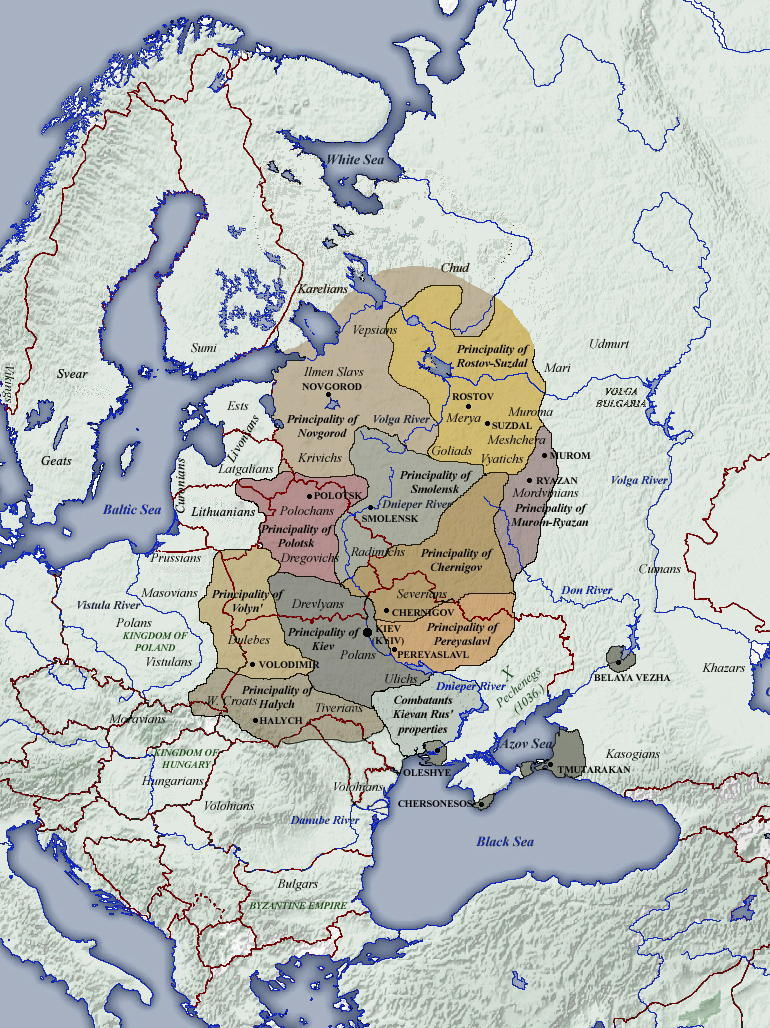
Entités territoriales issues de la Rus' de Kiev vers 1050.

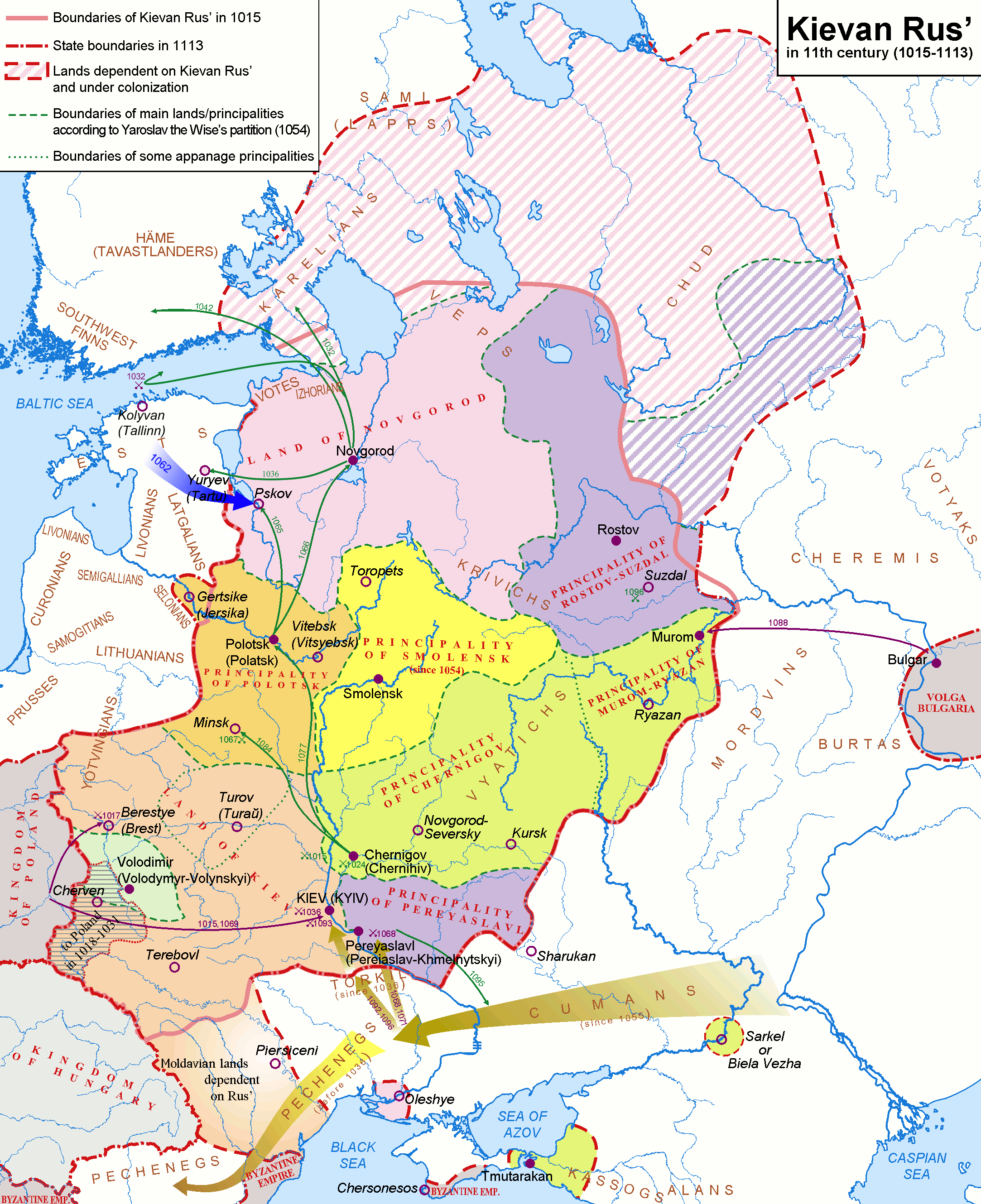
Les « Russies » vers 1100 : les sources ukrainiennes, polonaises et baltes récusent cette dénomination pour les entités situées sur les territoires actuellement ukrainiens, biélorusses, baltes ou moldaves.

Les mêmes « Russies » vers 1237.

- République de Novgorod (Xe siècle - 1478)
  - République de Pskov (XIe siècle – 1510)

## Ouest
- Principauté de Polotsk (env IXe siècle - 1307), inclut les principautés suivantes :
  -     - Principauté de Gerzika. Capitale: Gerzika
    - Principauté de Koknese. Capitale : Koknese

  - Principauté de Vitebsk (1101 - 1392)
  - Principauté de Minsk (vers 1101 – 1407) 
    - Principauté de Svitslotch (1140-е-1326/1407). Capitale : Svitslotch

  - Principauté d'Izyaslavl (vers 1101 – 1245). Capitale : Izyaslavl.
    - Principauté de Logoj (ru) (ca 1150 – 1245). Capitale : Logoïsk.

  - Principauté de Droutsk (vers 1150 – 1508). Capitale: Droutsk.
    - Principauté de Borissov (ru) (vers 1101 – 1245). Capitale : Borissov.

  - Principauté de Podbrezin (vers 1320 - 1460)
  - Principauté de Zaslawie
  - Principauté d'Ousviat (1140-е-1320). Capitale : Ousviat
- Principauté de Tourov et Pinsk (vers 998 – 1168)
  - Principauté de Tourov (1167/1174—1540). Capitale : Tourov
  - Principauté de Pinsk (ru) (1167/1174—1521). Capitale : Pinsk
  - Principauté de Doubrovytsia (ru) (1167/1174 — ?). Capitale: Doubrovytsia
    - Principauté de Stepan (ru) (env 1230—?). Capitale : Stepan
- Principauté de Galicie-Volhynie (1199 – 1349)
  - Principauté de Volhynie. Capitale : Volodymyr-Volynskyï
    - Principauté de Brest. Capitale : Brest
      - Principauté de Kobryn (ru). Capitale : Kobryn

    - Principauté de Grodno (ru) (1127 - 1365). Capitale : Grodno
      - Principauté de Volkovysk. Capitale : Volkovysk
        - Principauté de Slonim. Capitale : Slonim

      - Principauté de Novogroudok. Capitale : Novogroudok

    - Principauté de Tchervene. Capitale : Tchervene
      - Principauté de Chełm. Capitale : Kholm

    - Principauté de Belz. Capitale : Belz
    - Principauté de Loutsk. Capitale : Loutsk
      - Principauté de Peressopnitsa (ru). Capitale : Peressopnitsa
      - Principauté de Kremenets. Capitale : Kremenets
      - Principauté d'Izyaslavl. Capitale : Iziaslavl
      - Principauté de Dorogobouj. Capitale : Dorogobouj
      - Principauté de Tchertoryisk. Capitale : Tchertoryisk
      - Principauté de Choumsk. Capitale : Choumsk

  - Principauté de Galicie-Volhynie. Capitale : Halytch
    - Principauté de Przemyśl. Capitale : Peremychl
    - Principauté de Terebovlia (ru). Capitale : Terebovlia
- Principauté de Smolensk (vers 990 – 1404). Capitale : Smolensk
  - Principauté de Toropets (ru) (1167—1320). Capitale : Toropets
  - Principauté de Mstsislaw (XIIe—1529). Capitale : Mstsislaw
  - Principauté de Viazma (1190—1403/1494). Capitale : Viazma
  - Principauté de Fominskoe et Berezouï (ru) (1206 env—1404). Capitale : Fominskoe
  - Principauté de Krassnoe. Capitale : Krassnoe
  - Principauté de Vassiliev. Capitale : Vassiliev
  - Principauté de Dorogobouj (1343 env—1505). Capitale : Dorogobouj
  - Principauté de Porkhov (1386—1442). Capitale : Porkhov
  - Principauté de Mojaïsk (ru) (1279—1303). Capitale : Mojaïsk

## Est
- Principauté de Mourom-Riazan
  - Principauté de Mourom (ru) (989 – 1390). Capitale:  Mourom
  - Principauté de Riazan (1097 – 1521). Capitale : Riazan
    - Principauté de Pronsk (1129 - 1483)
    - Principauté de Belgorod-Riazanski (1149 env—1205). Capitale : Belgorod-Riazanski
    - Principauté de Kolomna. Capitale : Kolomna
    - Principauté d'Élets (vers 1370 – 1480). Capitale : Élets
    - Principauté de Lipetsk (ru). Capitale : Lipetsk
    - Principauté de Vorgol. Capitale : Vorgol (Oudel de Riazan également)

## Centre

### Autour de Moscou
- Grande-principauté de Moscou (1276 - 1547)
  - Principauté de Serpoukhov (ru). Capitale : Serpoukhov
  - Principauté de Zvenigorod (ru). Capitale : Zvenigorod
  - Principauté de Vereïa (ru).
  - Principauté de Volok (1270 env - 1470)
  - Principauté de Rouza. Capitale : Rouza
  - Principauté de Staritsa. Capitale : Staritsa
  - Principauté de Rjev. Capitale : Rjev
  - Principauté de Kalouga. Capitale : Kalouga
  - Principauté de Mojaïsk (ru) (1279—1303). Capitale : Mojaïsk (Voir Smolensk)

### Autour de Souzdal
Article principal: Principauté de Vladimir-Souzdal (1125 - 1362)
- Principauté de Souzdal-Nijegorod (en) (1238 – 1424). Capitale : Souzdal puis vers 1350 Nijni Novgorod
  - Principauté de Chouïa (1387-1420). Capitale : Chouïa
  - Principauté de Gorodets (ru) (1264-1403). Capitale : Gorodets
- Principauté de Pereslavl-Zalesski (ru) (1175 – 1302). Capitale : Pereslavl-Zalesski
- Principauté de Rostov Veliki (ru) (vers 989 – 1474). Capitale : Rostov Veliki
  - Principauté d'Oustioug (1364—1474). Capitale : Veliki Oustioug
  - Principauté de Bokhtiouj (1364—1434). Capitale : Bokhtiouj
- Principauté de Iaroslavl (1218 – 1463). Capitale : Iaroslavl
  - Principauté de Mologa (ru) (1325 env—1450). Capitale : Mologa
    - Principauté de Choumorovo (ru) (1365 env—1420). Capitale : Choumorovo
    - Principauté de Prozorov (1408 env—1460). Capitale : Prozorov
    - Principauté de Nekoouz (1408 env—1460). Capitale : Nekoouz

  - Principauté de  (1345—?). Capitale : Romanov
    - Principauté de la Koubena (ru) (?-1447). Capitale : inconnue, région de la Koubena
    - Principauté de la Cheksna (ru) (1410 env—1460). Capitale : Kniajitch Gorodok sur la Cheksna
    - Principauté d'Ougorsko (1420 env—1470).

  - Principauté de Cheksina (1350 env—1480). Capitale inconnue
  - Principauté de Novlenskoe (ru) (1400 env—1470). Capitale inconnue
  - Principauté de Zaozere (ru) (1400 env—1447). Capitale inconnue
  - Principauté de Kourba (1425env—1455). Capitale : Kourba
- Principauté d'Ouglitch (1216 – 1591). Capitale : Ouglitch
- Principauté de Beloozero (1238 – 1486). Capitale : Beloozero puis Vereïa à partir de 1432
  - Principauté de Sougorskoe
  - Principauté de la Chelekcha (ru)
  - Principauté de la Kema (ru). Capitale : Kem (sur la Kema])
  - Principauté de Kargolom (ru)
    - Principauté de Ukhtom

  - Principauté de Diabrin
  - Principauté d'Andoj
  - Principauté de Vadbol (ru)
  - Principauté de Beloe Selo. Capitale : Beloe Selo
- Principauté de Starodoub (ru) (1238 – 1460). Capitale : Starodoub
  - Principauté de Poguar. Capitale : Poguar
  - Principauté de Riapolovski Stan. Capitale : Riapolovski Stana
  - Principauté de Palekh (ru). Capitale : Palekh
  - Principauté de Krivobor. Capitale inconnue
  - Principauté de Lialov
  - Principauté de Golibessov. Capitale: Troïtskoe
  - Principauté de Romodanov. Capitale:
- Principauté de Galitch-Merski (1246 – 1453)
- Principauté de Iouriev (vers 1212 – 1345). Capitale : Iouriev-Polski
- Principauté de Kostroma (ru) (1246 – 1303)
- Principauté de Dmitrov (ru) (1238 – 1569)
- Principauté de Tver (1242 – 1486)
  - Principauté de Kachine. Capitale : Kachine
  - Principauté de Kholm. Capitale : Krassny Kholm
  - Principauté de Dorojaevo. Capitale : Dorojaevo
  - Principauté de Zoubtsov. Capitale : Zoubtsov
  - Principauté de Mikoulino. Capitale : Mikoulino
  - Principauté de Gorodnia. Capitale : Gorodnia
  - Principauté de Teliatev.
  - Principauté de Tcherniatine.

### Bassin de l'Oka
- Principautés de la Haute-Oka (russe : Верховские княжества) :
  - Principauté de Zvenigorod-sur-l'Oka (1340 env – 1504). Capitale: Zvenigorod-sur-l'Oka
    - Principauté de Karatchev (ca. 1246 - 1360)

  - Principauté de Kozelsk (vers 1235 – 1445). Capitale : Kozelsk
  - Principauté de Liouboutsk (1235 env —1445). Capitale : Liouboutsk
  - Principauté de Mezetsk (1360 env —1504) . Capitale : Mechtchesk
    - Principauté de Bariatino (env 1450—1504/9). Capitale : Bariatino

  - Principauté de Mossalsk (vers 1350 – 1494). Capitale : Mossalsk
  - Principauté de Mtsensk (? - ?). Capitale : Mtsensk
  - Principauté de Mychegda (env 1270—1488). Capitale : Mychegda
  - Principauté de Novossil (ru) (ca. 1376 – 1425). Capitale: Novossil
    - Principauté de Beliov (ru) (vers 1376 – 1558). Capitale : Beliov
    - Principauté de Vorotynsk (ru) (vers 1455 – 1573). Capitale : Vorotynsk
    - Principauté de Odoïev (1376 – 1547). Capitale : Odoïev

  - Principauté d'Obolensk (ru) (vers 1270 – 1494)
  - Principauté de Peremychl
  - Principauté de Taroussa (1246 - 1392)
  - Principauté de Gloukhov (vers 1246 - 1407)
  - Principauté de Spach
  - Principauté de Konin. Capitale : Konin
  - Principauté de Trostena (vers 1460 – 1490).

## Sud
- Principauté de Kiev (882 -1471)
  - Principauté de Tortchesk
  - Principauté d'Ovroutch. Capitale : Ovroutch
  - Principauté de Vychgorod. Capitale : Vychgorod
  - Principauté de Belgorod. Capitale : Belgorod
  - Principauté de Iouriev (Belaïa Tserkov). Capitale : Iouriev
  - Principauté de Bogouslav. Capitale : Bogouslav
  - Principauté de Tripolie (ru)
  - Principauté de Kotelnitch. Capitale : Kotelnitch
- Principauté de Tchernigov (1024 - 1330), inclut les principautés (oudels) suivantes :
  - Principauté de Kletsk (1142/1147—1521) . Capitale : Kletsk
  - Principauté de Sloutsk (ru) (1142/1147—1587). Capitale : Sloutsk
  - Principauté de Vchtchij (1156 – 1240). Capitale : Vchtchij
  - Principauté de Briansk (ru) (vers 1240 – 1430). Capitale : Briansk
  - Principauté de Starodoub (ru) (oudel de Grand-duché de Lituanie, 1406 – 1503). Capitale : Starodoub
  - Principauté de Gomel (? — ?) . Capitale : Gomel
  - Principauté de Snovsk. Capitale : Snovsk
  - Principauté de Repeïsk (? - ?). Capitale : Repeïsk
  - Principauté Mychetski (ru) (vers 1270 – 1488)
  - Principauté de Mechtchovsk (vers 1360 - 1504)
  - Principauté de Bariatino (vers 1450 - 1504)
- Principauté de Tmoutarakan (ca. 988 - 1100)
- Principauté de Pereïaslav (1054 – 1239)
  - Principauté de Gorodets-Oster. Capitale : Oster
- Principauté de Novgorod-Severski (ru) (ca. 1096 - 1494), inclut les principautés (oudels) suivantes :
  - Principauté de Koursk (ru) (vers 1132 – 1240)
  - Principauté de Rylsk (ru) (vers 1132 – 1500)
  - Principauté de Poutivl (ca 1150 - 1500)
  - Principauté de Troubetsk (vers 1392 – 1500)
  - Principauté de Gloukhov. Capitale: Gloukhov.